# Comocladia platyphylla
Comocladia platyphylla är en sumakväxtart som beskrevs av Achille Richard och August Heinrich Rudolf Grisebach. Comocladia platyphylla ingår i släktet Comocladia och familjen sumakväxter. Inga underarter finns listade i Catalogue of Life.